# Söderby, Almunge socken
Söderby är en bebyggelse i Almunge socken i Uppsala kommun, Uppsala län öster om Almunge vid norra stranden av Södersjön. SCB avgränsade här en småort 2023.